# Göran Wahlqvist
Göran Lennart Wahlqvist, född 26 maj 1952 i Töreboda församling, är en svensk militär.
Göran Wahlqvist var son till skogvaktare Tore Wahlqvist och Vera Lindgren. Han blev officer 1977, kapten vid Göta luftvärnsregemente 1980, major 1985 och tjänstgjorde som observatör för Förenta nationerna 1992–1993. Wahlqvist kom 1998 till Gotlands luftvärnskår och var 1999–2000 överstelöjtnant och chef för kåren. Han blev 2000 överstelöjtnant med särskild tjänsteställning och chef för Luftvärnets stridsskola och var 2005–2007 chef för Luftvärnsregementet.